# Mahmoud Al-Mawas
Mahmoud Kamal Al-Mawas (en árabe: مَحْمُود كَمَال الْمَوَّاس‎; Hama, 1 de enero de 1993) es un futbolista sirio que juega en las posiciones de extremo y mediapunta. Desde 2021 juega en el Al-Shorta SC de la Liga Premier de Irak.

## Carrera

### Club
| Periodo   | Club                     | País           | Apariciones | Goles |
| --------- | ------------------------ | -------------- | ----------- | ----- |
| 2010–2013 | Al Karamah FC            | Siria          | 0           | 0     |
| 2013      | → Riffa SC (cedido)      | Baréin         | 10          | 5     |
| 2013–2016 | Al-Arabi Kuwait          | Kuwait         | 62          | 17    |
| 2015      | → Al-Faisaly FC (cedido) | Arabia Saudita | 2           | 1     |
| 2015–2016 | → Riffa SC (cedido)      | Baréin         | 0           | 0     |
| 2016–2017 | Muharraq Club            | Baréin         | 0           | 0     |
| 2017–2020 | Umm-Salal SC             | Catar          | 75          | 18    |
| 2020–2021 | FC Botoșani              | Rumania        | 25          | 5     |
| 2021–     | Al-Shorta SC             | Irak           | 139         | 64    |

## Selección nacional
Ha participado con selecciones nacionales desde la categoría sub-17. Debutó con Siria en 2012 con 19 años y su primer gol internacional lo anotó el 8 de septiembre de 2015 en la victoria por 6-0 ante Camboya en Nom Pen por la clasificación de AFC para la Copa Mundial de Fútbol de 2018.

### Goles internacionales
| #  | Fecha                   | Lugar                                                                | Oponente               | Gol | Resultado | Competición                                |
| -- | ----------------------- | -------------------------------------------------------------------- | ---------------------- | --- | --------- | ------------------------------------------ |
| 1  | 8 de septiembre de 2015 | Estadio Olímpico de Nom Pen, Nom Pen, Camboya                        | Camboya                | 4–0 | 6–0       | Clasificación para la Copa Mundial de 2018 |
| 2  | 13 de octubre de 2015   | Estadio Al-Seeb, Mascate, Omán                                       | Afganistán             | 3–0 | 5–2       | Clasificación para la Copa Mundial de 2018 |
| 3  | 13 de octubre de 2015   | Estadio Al-Seeb, Mascate, Omán                                       | Afganistán             | 5–2 | 5–2       | Clasificación para la Copa Mundial de 2018 |
| 4  | 3 de junio de 2016      | Estadio Rajamangala, Bangkok, Tailandia                              | Tailandia              | 1–2 | 2–2       | King's Cup 2016                            |
| 5  | 5 de junio de 2016      | Estadio Rajamangala, Bangkok, Tailandia                              | Emiratos Árabes Unidos | 1–0 | 1–0       | King's Cup 2016                            |
| 6  | 6 de octubre de 2016    | Estadio Provincial de Shaanxi, Xi'an, China                          | China                  | 1–0 | 1–0       | Clasificación para la Copa Mundial de 2018 |
| 7  | 13 de junio de 2017     | Estadio Hang Jebat, Malaca, Malasia                                  | China                  | 1–0 | 2–2       | Clasificación para la Copa Mundial de 2018 |
| 8  | 31 de agosto de 2017    | Estadio Hang Jebat, Malaca, Malasia                                  | Catar                  | 3–1 | 3–1       | Clasificación para la Copa Mundial de 2018 |
| 9  | 5 de septiembre de 2019 | Estadio Panaad, Bacolod, Filipinas                                   | Filipinas              | 5–2 | 5–2       | Clasificación para la Copa Mundial de 2022 |
| 10 | 15 de octubre de 2019   | Estadio Maktoum bin Rashid Al Maktoum, Dubái, Emiratos Árabes Unidos | Guam                   | 4–0 | 4–0       | Clasificación para la Copa Mundial de 2022 |
| 11 | 12 de noviembre de 2020 | Estadio Sharjah, Sharjah, Emiratos Árabes Unidos                     | Uzbekistán             | 1–0 | 1–0       | Amistoso                                   |
| 12 | 4 de junio de 2021      | Estadio Sharjah, Sharjah, Emiratos Árabes Unidos                     | Maldivas               | 1–0 | 4–0       | Clasificación para la Copa Mundial de 2022 |
| 13 | 4 de junio de 2021      | Estadio Sharjah, Sharjah, Emiratos Árabes Unidos                     | Maldivas               | 3–0 | 4–0       | Clasificación para la Copa Mundial de 2022 |
| 14 | 4 de junio de 2021      | Estadio Sharjah, Sharjah, Emiratos Árabes Unidos                     | Maldivas               | 4–0 | 4–0       | Clasificación para la Copa Mundial de 2022 |
| 15 | 7 de junio de 2021      | Estadio Sharjah, Sharjah, Emiratos Árabes Unidos                     | Guam                   | 3–0 | 3–0       | Clasificación para la Copa Mundial de 2022 |
| 16 | 6 de septiembre de 2024 | Estadio Atlético GMC Balayogi, Hyderabad, India                      | Mauricio               | 2–0 | 2–0       | Copa Intercontinental 2024                 |

## Logros

### Club
- Copa de Siria: 2009–10
- Copa Federación de Kuwait: 2013–14
- Copa de la Corona de Kuwait: 2014–15
- Liga Premier de Irak: 2021–22, 2022–23, 2023-24, 2024-25
- Copa de Irak: 2023-24
- Supercopa de Irak: 2022

### Individual
- Goleador de la Liga Premier de Irak: 2021–22 (22 goals)[5]